# Louresse-Rochemenier
Louresse-Rochemenier – miejscowość i gmina we Francji, w regionie Kraj Loary, w departamencie Maine i Loara.
Według danych na rok 2010 gminę zamieszkiwało 837 osób, a gęstość zaludnienia wynosiła 31 osób/km².